# KamAZ-54115
Der KamAZ-54115 (russisch КамАЗ-54115) ist ein Lastwagen aus der Produktion des KAMAZ-Werks in Nabereschnyje Tschelny. Das Fahrzeug wurde von 1995 bis 2011 in Serie gebaut und ist die dritte Standard-Sattelzugmaschine des Herstellers. Vom Vorgänger KamAZ-54112 unterscheidet sich das Modell hauptsächlich durch eine gesteigerte Nutzlast, einen überarbeiteten Motor und einige Änderungen am Fahrerhaus.

## Fahrzeugbeschreibung

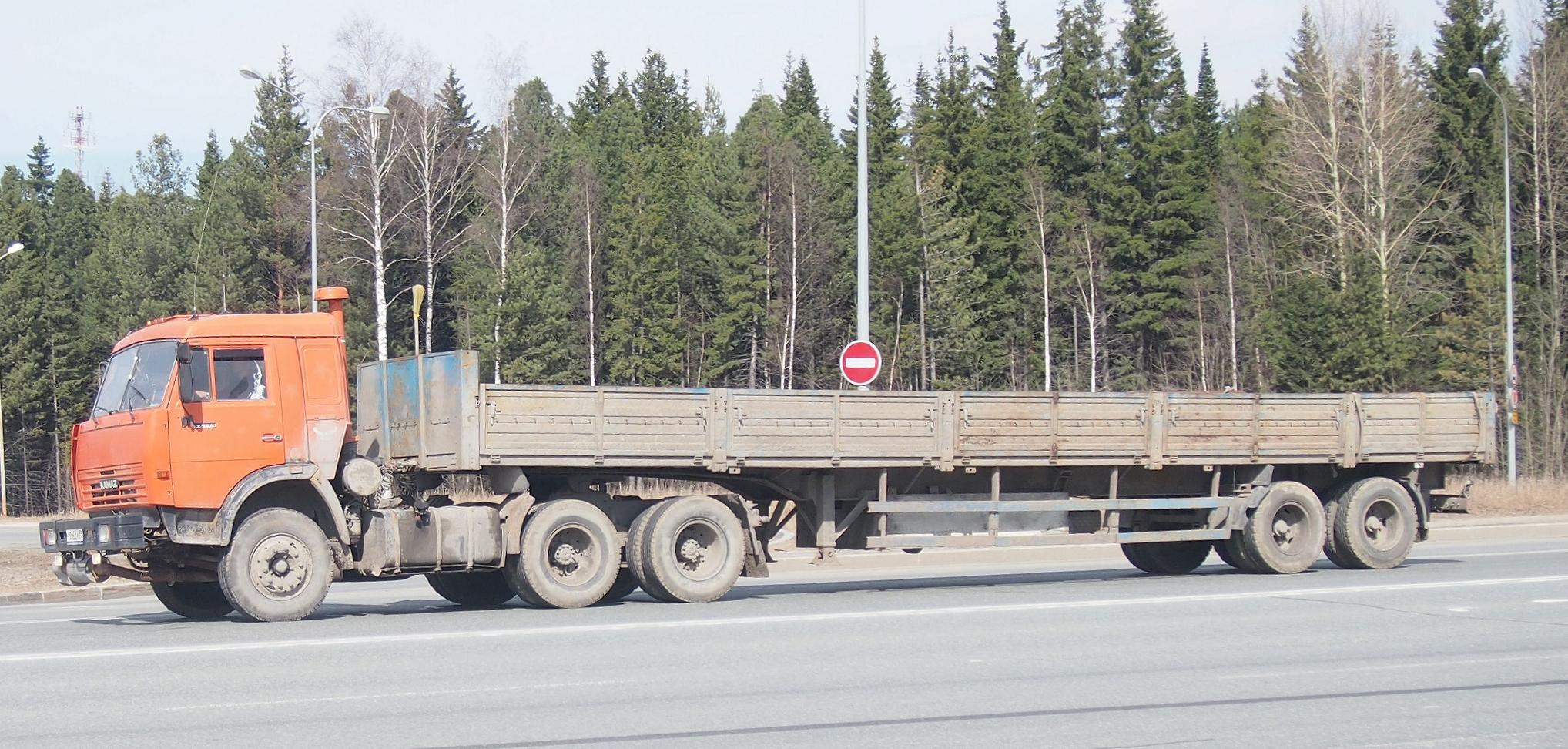
KamAZ-54115 mit Sattelauflieger in Chanti-Mansijsk (2015)

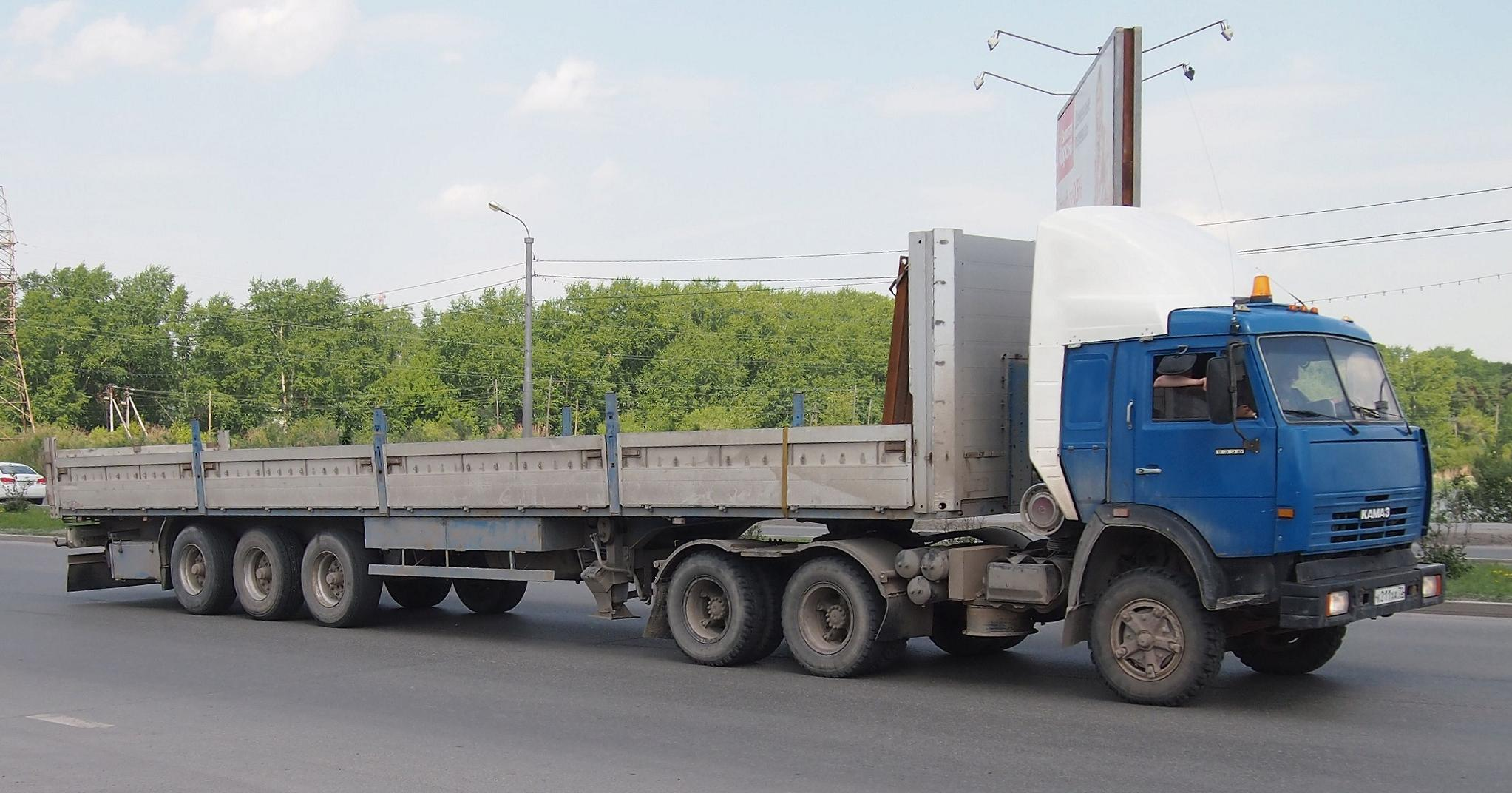
KamAZ-54115 in Tjumen (2014)

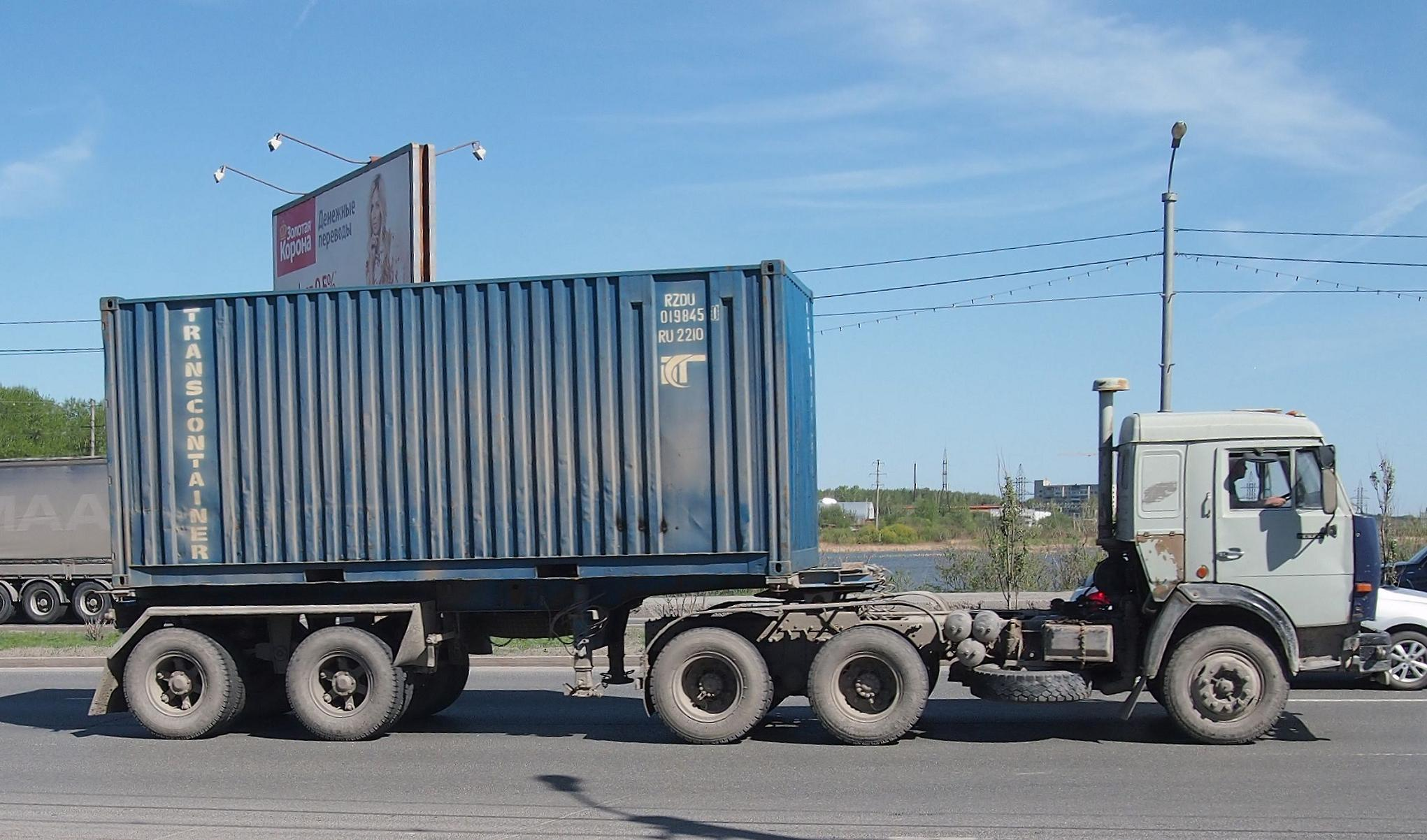
KamAZ-54115 mit Container in Tjumen (2014)

Im Jahr 1995 überarbeitete der russische Lkw-Hersteller KAMAZ seine Standardzugmaschine, wodurch der KamAZ-54115 entstand. Der Vorgänger KamAZ-54112, der bereits seit 1980 gebaut wurde, hatte einen schwächeren Dieselmotor mit nur 210 statt nun 240 PS. Am grundlegenden Aufbau des großvolumigen V8-Dieseltriebwerks wurde jedoch nichts geändert. Zudem wurde die Fahrerkabine optisch überarbeitet. Die runden Lampen im Kühlerblech entfielen vollständig, es blieben nur die rechteckigen Scheinwerfer in der Stoßstange. Außerdem sind die Fahrerhäuser einige Zentimeter höher, was leicht am zusätzlichen Blech über der Windschutzscheibe zu erkennen ist. Zudem änderte sich die Position einiger Anbauteile an und hinter der Kabine, insbesondere Tank, Ersatzrad und Luftfilter. Die zulässige Sattellast (Zuladung) wurde auf zwölf Tonnen erhöht.
Nach 16 Jahren Produktionszeit wurde das Fahrzeug 2011 aus der Produktion genommen. Neben dem grundsätzlichen Alter der Konstruktion, die weitestgehend auf den KamAZ-5410 aus den 1970er-Jahren zurückgeht, waren insbesondere verschärfte Abgasbestimmungen der Grund, die in Russland ab 2012 in Kraft traten.

## Technische Daten
Die hier aufgeführten Daten gelten für Fahrzeuge vom Typ KamAZ-54115. Über die Bauzeit hinweg und aufgrund verschiedener Modifikationen an den Fahrzeugen können einzelne Werte leicht schwanken.
- Motor: Viertakt-V8-Dieselmotor
- Motortyp: KamAZ-740
- Leistung: 240 PS (176 kW)
- maximales Drehmoment: 834 Nm
- Hubraum: 10.850 cm³
- Bohrung: 120 mm
- Hub: 120 mm
- Verdichtung: 16:1
- Tankinhalt: 400 l
- Getriebe: manuelles Fünfgang-Schaltgetriebe mit Geländeuntersetzung
- Höchstgeschwindigkeit: 90 km/h
- maximal befahrbare Steigung: 18 %
- Antriebsformel: 6×4

Abmessungen und Gewichte
- Länge: 6220 mm
- Breite: 2500 mm
- Höhe: 2930 mm
- Radstand: 2840 + 1320 mm
- Wendekreis: 18 m
- Spurweite vorne: 2045 mm
- Leergewicht: 7000 kg
- Zuladung (Sattellast): 12.000 kg
- zulässiges Gesamtgewicht Zugfahrzeug: 19.150 kg
- zulässiges Gesamtgewicht Auflieger: 26.850 kg
- zulässiges Gesamtgewicht Zug: 34.150 kg
- Achslast vorne: 4300 kg
- Achslast hinten (Doppelachse): 14.850 kg